# Bez granits
Bez granits (russisk: Без границ, da.: Uden grænser) er en russisk spillefilm fra 2015 instrueret af Revaz Gigineisjvili, Karen Oganesjan og Roman Prygunov.

## Medvirkende
- Aleksandr Pal som Sasja Gorelov
- Milos Bikovic som Igor Gromov
- Marija Sjalajeva som Masja
- Ravsjana Kurkova som Kamilla
- Aleksandr Adabasjan